# ジェリコ・カラッツ
ジェリコ・カラッツ（Željko Kalac, 1972年12月16日 - ）は、オーストラリア・シドニー出身の元同国代表サッカー選手、現サッカー指導者。現役時代のポジションはゴールキーパー。

## 経歴
旧ユーゴスラビア系移民の血を引く。シドニー・ユナイテッド58FCで経験を積んだ後、プレミアリーグに挑戦するも1試合の出場にとどまった。再びシドニー・ユナイテッドに復帰したが、オランダのローダJCから声がかかり移籍すると、ここで活躍の場を得た。
2002年にはイタリアのACペルージャへ移籍するもチームのセリエB降格によりジーダの控えを探していたACミランへ加入した。
ミランに移籍して数年間は不安定なセービングや致命的なミスが多く、出場する度にメディアやサポーターからの批判が絶えなかったが、2008年に入るとジーダの負傷とマルコ・ストラーリの移籍によって出場機会を得ると水を得た魚のように飛び回りミランのゴールマウスを死守した。しかし、2008-09シーズンのプレシーズンマッチに於いてボールを空振りするなど再び以前のような不安定なプレーを連発した事によりレンタルから復帰したクリスティアン・アッビアーティに正GKの座を明け渡した。
2009年8月11日、ミランとの契約を双方の同意の下に解除。9月1日、ギリシャのAOネア・カヴァラに加入した。リーグ戦9試合に出場し、2010年に現役引退を表明した。

### 代表
オーストラリア代表には1992年から名を連ねていたが、その殆どがマーク・ボスニッチとマーク・シュワルツァーの控えであった。
2006年、ドイツW杯の代表に選出。自身初のW杯となったが、シュワルツァーの控えだった。1勝1敗で迎えたグループリーグ第3戦のクロアチア戦に先発出場した。試合は2-2の引き分けに終わったが、初戦で勝利した日本が既に決勝トーナメント進出を決めていたブラジルに1-4で大敗したため、日本とクロアチアのグループリーグ敗退と同時に決勝トーナメント進出が決まった。しかし、決勝トーナメント1回戦のイタリア戦では再びシュワルツァーが起用され、チームは0-1で敗退した。10月4日、代表引退を表明した。

### 指導者
2011年8月10日、シドニーFCのGKコーチに就任することが発表された。2015年5月22日、ウェスタン・シドニー・ワンダラーズFCにてGKコーチを務めることとなった。

## 所属クラブ
- シドニー・ユナイテッド58FC 1989-1995
- レスター・シティFC 1995-1996
- シドニー・ユナイテッド58FC 1996-1998
- ローダJC 1998-2002
- ACペルージャ 2002-2005
- ACミラン 2005-2009
- AOカヴァラ 2009-2010
- シドニー・ユナイテッド58FC 2010-2011
- ホバート・ゼブラズFC 2013

## 代表歴

### 出場大会
- オーストラリア代表
  - 2006 FIFAワールドカップ

### 試合数
- 国際Aマッチ 54試合 0得点（1992年-2006年）[3]

| オーストラリア代表 | 国際Aマッチ | 国際Aマッチ |
| 年                 | 出場        | 得点        |
| ------------------ | ----------- | ----------- |
| 1992               | 1           | 0           |
| 1993               | 0           | 0           |
| 1994               | 5           | 0           |
| 1995               | 7           | 0           |
| 1996               | 7           | 0           |
| 1997               | 6           | 0           |
| 1998               | 3           | 0           |
| 1999               | 0           | 0           |
| 2000               | 9           | 0           |
| 2001               | 0           | 0           |
| 2002               | 0           | 0           |
| 2003               | 1           | 0           |
| 2004               | 7           | 0           |
| 2005               | 4           | 0           |
| 2006               | 4           | 0           |
| 通算               | 54          | 0           |

## 指導歴
- シドニーFC (GKコーチ) 2011-2015
- ウェスタン・シドニー・ワンダラーズFC (GKコーチ) 2015-2017
- カルデミル・カラビュックスポル (GKコーチ) 2017-

## タイトル

### クラブ
ローダ
- KNVBカップ : 2000

ペルージャ
- UEFAインタートトカップ : 2003

ミラン
- UEFAチャンピオンズリーグ : 2006-07
- UEFAスーパーカップ : 2007
- FIFAクラブワールドカップ : 2007

### 代表
オーストラリア
- OFCネイションズカップ : 1996, 2000, 2004